# Mesopsammon
In ecologia il mesopsammon è l'insieme degli organismi viventi, in prevalenza piccoli invertebrati, che vivono negli spazi interstiziali dei sedimenti sabbiosi.